# Piet de Wit (textielbaron)
Petrus Jacobus Joseph (Piet) de Wit (Helmond, 10 juni 1869 − Ukkel, 7 februari 1947) was een Nederlands politicus en textielbaron die gedurende de eerste helft van de 20e eeuw diverse fabrieken bezat in Noord-Brabant. Zijn bekendheid dankt hij vooral aan zijn onstuimige periode in Helmond.

## Textielindustrie en faillissement

### In het eerste bedrijf
Piet de Wit kwam uit de textielfamilie De Wit. Piets vader, Peter genaamd, was reeds actief in de textielnijverheid, als lid van de firma Leijten, Kluskens & Cie, opgericht in 1855.
Hij begon uiteindelijk in 1887 een eigen bedrijf, waarin hij al spoedig zijn zoon Piet in opnam. Deze nam de leiding na de dood van zijn vader, in 1896, alleen over en zette vervolgens het bedrijf bij Karelstein (op de gemeentegrens tussen Helmond en Aarle-Rixtel) met financiële steun van derden om in een naamloze vennootschap, de Nederlandsche Textiel-Industrie (1898). Deze eerste geheel elektrisch aangedreven textielonderneming in Nederland hield het echter niet lang vol en ging in 1900 roemloos ten onder.

### Latere carrière
Met behulp van zijn oom Kobus, die ook in de textielindustrie actief was, startte Piet vervolgens met de vervaardiging van garen uit spinnerijafval waarvan vervolgens grove dekens geweven werden. Eerst door thuiswevers, maar al gauw in een heuse fabriek, die alsmaar uitdijde en filialen te Geldrop (1912), Gemert (1917) en Deurne (1920) kreeg.

### Privéleven
Zijn privéleven sprak nogal tot de publieke verbeelding. Zo trouwde hij in 1904 met de huishoudster van de familie, Johanna Maria Gertruda (Anna) Arts, geboren in 1876. Voor hen beiden en zijn twee zoons August en Pieter (een tweeling, geboren in 1912) liet hij een grootse villa in Franse kasteelstijl, Peapark (een afkorting van Piet En Anna) genaamd, bouwen aan de Aarle-Rixtelseweg in Helmond.

### Faillissement
Na het faillissement van het bedrijf in 1925 volgde noodgedwongen de verkoop van het Peapark. Het paleis werd uiteindelijk in 1928 afgebroken op last van de nieuwe eigenaar, de metaalfabrikant A.W. (Antoon) Van Thiel. Het bleek een haast onmogelijke taak het huis volledig tot de grond toe af te breken, ook niet met behulp van de genie die Van Thiel inhuurde. Nog steeds liggen er brokstukken in de wei van het hertenkamp dat uiteindelijk op de plaats is opgericht.
De precieze oorzaken van het faillissement zijn moeilijk aan te geven. Feit is dat hij steeds hogere schulden kreeg bij banken, die op een gegeven moment de kredietlijn verbraken. Hun steen des aanstoots daarbij was zeker zijn uitbundige levensstijl, die mede in dienst stond van zijn politieke carrière, die hem van raadslid tot Statenlid en uiteindelijk tot lid van de Eerste Kamer voerde. Deze publieke activiteiten kostten echter handenvol geld. Zo was hij praktisch en financieel betrokken bij de oprichting van een nieuwe parochie met de Onze Lieve Vrouwe Kerk aan de Wilhelminalaan (Helmond) en bij de RK HBS in zijn woonplaats.

### Na het faillissement
Zijn bedrijf kende na het faillissement een doorstart. In 1926 kwam NV De Wit's Dekenindustrie tot stand, waarbij Piet de Wit niet alleen in naam maar ook daadwerkelijk als directeur betrokken was. Zij het dat hij niet meer alleen de macht had maar de aandeelhouders en hij een mededirecteur naast zich moest dulden, de oudste zoon van grootaandeelhouder A. van der Lande uit Deventer.
Piet betrok in 1927 een nieuwe, maar een stuk minder grote villa aan de Warandelaan in Helmond. De familie woonde hier tot 1930, waarna zij naar Brussel verhuisde. De villa werd cynisch genoeg wéér gekocht door een lid van de familie Van Thiel. De latere voorzitter van de Tweede Kamer, Frans-Joseph van Thiel, kwam er te wonen; hij liet het huis niet direct afbreken, maar woonde er 50 jaar met zijn vrouw en kinderen in. De villa bestaat nog steeds.
De onderneming werd verder voortgezet door de familie Van der Lande, en kende onder de naam Hatéma nog een behoorlijk lang en belangrijk bestaan. In 1969 ging zij samen met Texoprint en werd vervolgens onderdeel van het textielconglomeraat Gamma Holding. De productie van de diverse onderdelen kwam successievelijk stil te liggen. Uiteindelijk zijn de leegstaande fabrieksgebouwen in 2005 definitief afgebroken.

## Politiek
Vanaf 1911 was De Wit lid van de Helmondse gemeenteraad, vanaf 1912 wethouder en in die laatste functie gedurende vier maanden waarnemend burgemeester. Zijn lokale functies gaf hij op toen hij in 1916 lid van Provinciale Staten van Noord-Brabant werd wat hij tot 1923 zou blijven. In dat laatste jaar werd hij verkozen tot lid van de Eerste Kamer nadat Alexander van Sasse van Ysselt zijn benoeming niet aanvaardde.